# 法定推定相続人
法定推定相続人（ほうていすいていそうぞくにん）は、君主位や爵位の継承において将来自分より上位の継承権を持つ人物が生まれる可能性がない継承権第一位の人物をいう。典型的な例として、長男相続制および男子優先長子相続制における長男や、長子相続制における第一子がある。これに対し、現在は継承権第一位であるが将来第一位ではなくなる可能性がある人物（子の誕生により第一順位を喪失する弟や、男子の誕生により第一順位を喪失する男子優先長子相続制における女子など。）は推定相続人という。
継承権第一位が確定しているという点では、一般にいう皇太子（王太子）と共通する。しかし法定推定相続人という単語は称号ではなく一般名詞であるため、本人への呼びかけなどとしては用いられない。

## 継承法と法定推定相続人
現在、世襲君主制国家の君主位継承順位の決定方法は、選挙制や指名制などを除くと、大きく男子相続制（長男相続制を含む。）、男子優先長子相続制および男女平等な長子相続制に分けられる。長男相続制と男子優先長子相続制では君主の長男が、男女平等な長子相続制では君主の第一子が法定推定相続人となる。
近代までの世襲君主制国家では長男相続制をとることも多かった。しかし特に20世紀以降は、ヨーロッパを中心に女子の継承を認める男子優先長子相続制や、性別を考慮しない長子相続制へと継承法を変更する国が増えている。

### 法定推定相続人が死亡した場合の継承法
法定推定相続人であった者が君主より先に死亡した場合の例は、それぞれ以下のようになる。
男子相続制
1. 君主の長男の長男（君主の孫）、その男系子孫
2. 1がなければ君主の次男以下の男子（君主の孫）、その男系子孫

男子優先長子相続制
1. 君主の長男の長男（君主の孫）、その子孫
2. 1がなければ君主の長男の次男以下の男子（君主の孫）、その子孫
3. 2がなければ君主の長男の長女（君主の孫）、その子孫
4. 3がなければ君主の長男の次女以下の女子（君主の孫）、その子孫
5. 4がなければ君主の次男以下、1～4の繰り返し

男子優先長子相続制の場合、姉より弟が継承順位が上であり、単独子や妹のみであっても、父親や伯父に男子（当該女子からみて弟や従弟）が生まれる可能性が理論上無くならないため、女子は法定推定相続人にならない。
長子相続制
1. 君主の長子の長子（君主の孫）、その子孫
2. 1がなければ君主の第二子以下、その子孫

近世以前は子供の死亡率は低くなく、頻繁に交代が起きた。次のような例があった。
フランスのブルボン朝
ルイ14世→ルイ15世（14世の長男の長男の三男）→ルイ16世（15世の長男の三男）での継承が行われた。
ヨーロッパ王侯はそれぞれ近縁関係にあるため、継承に関し周辺国から疑義が上がれば継承戦争が起きた。
近現代においては次のような例があった。
スウェーデン
グスタフ6世アドルフは、即位前に嗣子グスタフ・アドルフを事故で喪ったため、その子カール・グスタフが法定推定相続人となった（後に即位）。

## 法定推定相続人の称号
法定推定相続人は、現在の君主あるいは有爵者より長生きすれば、その君主位または爵位を継承して次代の君主あるいは有爵者となる。このため、一般的な｢皇（王）太子｣や｢公世子｣等以外に、法定推定相続人には専用の儀礼称号を設けている場合がある。
現存する具体的な例として、以下がある。
- イギリスにおけるウェールズ公
- オランダにおけるオラニエ公
- ベルギーにおけるブラバント公

イギリスのウェールズ公位は、推定相続人には授与されなかった（例：王女時代のエリザベス2世）。一方、スペインにもアストゥリアス公の称号があるが、法定推定相続人に限定されず、推定相続人も同称号を受ける。
またイギリスの貴族制度では、爵位の法定推定相続人は他の兄弟とは別の儀礼称号で称される権利を持ち、フランスやドイツにおいても法定推定相続人に一定の称号が付されることがあった（エルププリンツ）。

## 法定推定相続人の継承権喪失
継承法が変更されたときは法定推定相続人の地位が他の人物に移ることがある。例えば1980年にスウェーデンの王位継承法は男子優先長子相続制から長子相続制に変更され、これによってスウェーデン王位の法定推定相続人はカール・フィリップ王子から姉のヴィクトリア王女に替わった。
継承法上、継承権の喪失や放棄などが定められている場合、法定推定相続人はこれらの理由によって継承権を失うこともある。典型的な喪失事由は国王もしくは議会の承認なき婚姻。（イギリスはこれに加えて2012年までは宗旨も理由となっていた）
現存する君主制国家では以下のような規定の例がある。
- イギリスの王位継承法（2013年改正法）では、カトリシャンであっても継承権が失われる事はなくなったが、国王の許可なく結婚した者は引き続き継承権を喪失すると定めている。
- オランダの憲法では、議会の承認なく結婚した者は継承権を喪失すると定めている。
- スウェーデンの王位継承法では、ルーテル派を信仰しない者や、国王と国会の同意なく他国の統治者と結婚した者は継承権を喪失すると定めている。
- スペインの憲法では、国王および議会の禁止に反して結婚した者は継承権を喪失すると定めている。
- デンマークの憲法では、国王の同意なく結婚した者は継承権を喪失すると定めている。
- ベルギーの憲法では、国王または国王の権限を代行する者の同意なく結婚した者は継承権を喪失すると定めている。

## 現在の法定推定相続人
| 国                     | 肖像 | 法定推定相続人                 | 年齢                   | 君主との続柄 | 期間             |
| ---------------------- | ---- | ------------------------------ | ---------------------- | ------------ | ---------------- |
| 日本                   |      | 秋篠宮文仁親王                 | 1965年11月30日（59歳） | 弟           | 2020年11月8日～  |
| スウェーデン           |      | ヴィクトリア                   | 1977年7月14日（48歳）  | 長子         | 1980年1月1日～   |
| リヒテンシュタイン     |      | アロイス                       | 1968年6月11日（57歳）  | 長男         | 1989年11月13日～ |
| ノルウェー             |      | ホーコン・マグヌス             | 1973年7月20日（52歳）  | 長男         | 1991年1月17日～  |
| ブルネイ               |      | アルムタデー・ビラ             | 1974年2月17日（51歳）  | 長男         | 1998年8月10日～  |
| バーレーン             |      | サルマーン                     | 1985年8月31日（39歳）  | 長男         | 1999年3月6日～   |
| ルクセンブルク         |      | ギヨーム                       | 1981年11月11日（43歳） | 長子         | 2000年10月7日～  |
| モロッコ               |      | ムーレイ・ハサン               | 2003年5月8日（22歳）   | 長男         | 2003年5月8日～   |
| レソト                 |      | レロソリ・セーイソ             | 2007年4月18日（18歳）  | 長男         | 2007年4月18日～  |
| ドバイ首長国           |      | ハムダーン                     | 1982年11月14日（42歳） | 次男         | 2008年2月1日～   |
| ヨルダン               |      | フセイン                       | 1994年6月28日（31歳）  | 長男         | 2009年7月2日～   |
| トンガ                 |      | ウルカララ                     | 1985年9月17日（39歳）  | 長男         | 2012年3月18日～  |
| オランダ               |      | オラニエ女公カタリナ＝アマリア | 2003年12月7日（21歳）  | 長子         | 2013年4月30日～  |
| ベルギー               |      | ブラバント女公エリザベート     | 2001年10月25日（23歳） | 長子         | 2013年7月21日～  |
| モナコ                 |      | ジャック                       | 2014年12月10日（10歳） | 長男         | 2014年12月10日～ |
| ブータン               |      | ジグミ・ナムゲル・ワンチュク   | 2016年2月5日（9歳）    | 長子         | 2016年2月5日～   |
| サウジアラビア         |      | ムハンマド・ビン・サルマーン   | 1985年8月31日（39歳）  | 子           | 2017年6月21日～  |
| オマーン               |      | ズィーヤザン・ビン・ハイサム   | 1990年8月21日（34歳）  | 子           | 2021年1月13日～  |
| イギリス及び英連邦王国 |      | ウィリアム                     | 1982年6月21日（43歳）  | 長子         | 2022年9月8日～   |
| スペイン               |      | アストゥリアス女公レオノール   | 2005年10月31日（19歳） | 長子         | 2023年10月31日～ |
| デンマーク             |      | クリスチャン                   | 2005年10月15日（19歳） | 長子         | 2024年1月14日～  |

### その他
- 日本（皇室）では、秋篠宮文仁親王が皇位継承順位第1位である「皇嗣」の立場にあり、天皇の退位等に関する皇室典範特例法第5条に基づき、「皇太子」（皇室典範での語義は皇嗣たる皇長子）同様の待遇を受ける。今上天皇徳仁と皇后雅子が共に還暦であり新しく皇太子となるべき親王が誕生する見込みなしと判断され、国事行為であり立太子の礼に準ずる立皇嗣の礼が行われ法定推定相続人となった。
- スペイン（スペイン・ブルボン朝）では、アストゥリアス女公レオノールが王位継承順位第1位となっており、18歳の誕生日を迎えた際に立太子宣誓式が行われた。本来スペインは男子優先長子相続制であるが、王妃レティシアがこの時点で51歳であり新しく王子が誕生する見込みがないため法定推定相続人となった。

- タイ王国（チャクリー王朝）や カタール（サーニー家）にも王室は存在し王太子という立場も存在するが、明確な継承順位が定められておらず、後に継承順位が変わる可能性もあり、法定推定相続人とは言えない。